# Dalechampia pernambucensis
Dalechampia pernambucensis är en törelväxtart som beskrevs av Henri Ernest Baillon. Dalechampia pernambucensis ingår i släktet Dalechampia och familjen törelväxter. Inga underarter finns listade i Catalogue of Life.